# Chinoni
I chinoni sono una classe di composti organici formalmente derivati da composti aromatici (quali ad esempio benzene e naftalene) in cui un numero pari di gruppi -CH= è sostituito da altrettanti gruppi -C(=O)-, con i necessari riarrangiamenti dei legami doppi e singoli della struttura in modo da presentare la struttura di un dichetone ciclico completamente coniugato.

1,2-benzochinone
1,4-benzochinone
1,4-naftochinone
9,10-antrachinone

Del benzochinone, ovvero del chinone più semplice, quello derivato dal benzene, esistono due isomeri.
La formula bruta del composto è C6H4O2.
I due isomeri del benzochinone, l'1,2-benzochinone e l'1,4-benzochinone, sono il risultato della deidrogenazione (ossidazione) rispettivamente dell'1,2-diidrossibenzene e dell'1,4-diidrossibenzene.
Una soluzione di ioduro di potassio (KI) riduce una soluzione di benzochinone ad idrochinone, il quale può essere riossidato con una soluzione di nitrato d'argento.
Esiste un equilibrio di ossido-riduzione tra chinone e idrochinone, questi due composti possono, inoltre formare un complesso a trasferimento di carica, il chinidrone.
Con "chinone" si indica anche un insieme di composti che possono essere considerati come dei derivati analoghi strutturali. I chinoni non sono dei composti aromatici, sono dei dichetoni dienici.

## Biochimica
I chinoni hanno una duplice importanza biologica.
Si ritrovano nel nucleo di diverse sostanze organiche fondamentali per il funzionamento del metabolismo, come ad esempio il coenzima Q coinvolto nel trasporto di elettroni a livello dei mitocondri. Sono anche i nuclei costituenti delle varie forme chimiche della vitamina K (menadione, fillochinoni, ecc.).
Dall'altro lato, i chinoni sono al tempo stesso molecole molto reattive. I loro doppi legami sono dotati di proprietà elettrofile e possono formare legami covalenti con gruppi chimici vari (tioli, ammine, ecc.). Questo molto spesso ne fa delle sostanze dotate di potere battericida, antifungino, anti-infiammatorio, citotossico ed anche mutageno. In natura vi sono moltissimi esempi di composti derivati dal benzochinone e dotati di proprietà biologiche o farmacologiche molto potenti:
- la ursinina, principio attivo dell'uva ursina (Arctostaphylos uva-ursi), usata in erboristeria contro le infezioni del tratto genito-urinario, perché dalla sua idrolisi rilascia un derivato del p-benzochinone che è antibatterico.
- lo juglone, isolato dall'albero di noce (Juglans regia) e dotato di proprietà antibatteriche ed antitumorali in vitro.
- la plumbagina, un derivato del naftochinone isolato dalla Plumbago zeylanica da diversi anni sotto studi di laboratorio perché risultato un potente antitumorale contro tumori umani molto aggressivi (carcinoma polmonare a piccole cellule, melanoma, carcinoma pancreatico)[senza fonte].
- la rheina, uno dei principi attivi del rabarbaro e dotata di proprietà colagoghe; studi molto recenti però ne fanno un induttore dell'apoptosi in certi tipi di linee cellulari tumorali[senza fonte].
- la mitomicina C è un antibiotico prodotto da ceppi di Streptomyces ed usato nella chemioterapia per vari decenni contro vari carcinomi umani assieme alla
- daunomicina, meglio conosciuta come adriamicina o doxorubicina, moderno cardine della terapia antitumorale dei carcinomi, linfomi e leucemie.